# Spolková rada (Švýcarsko)

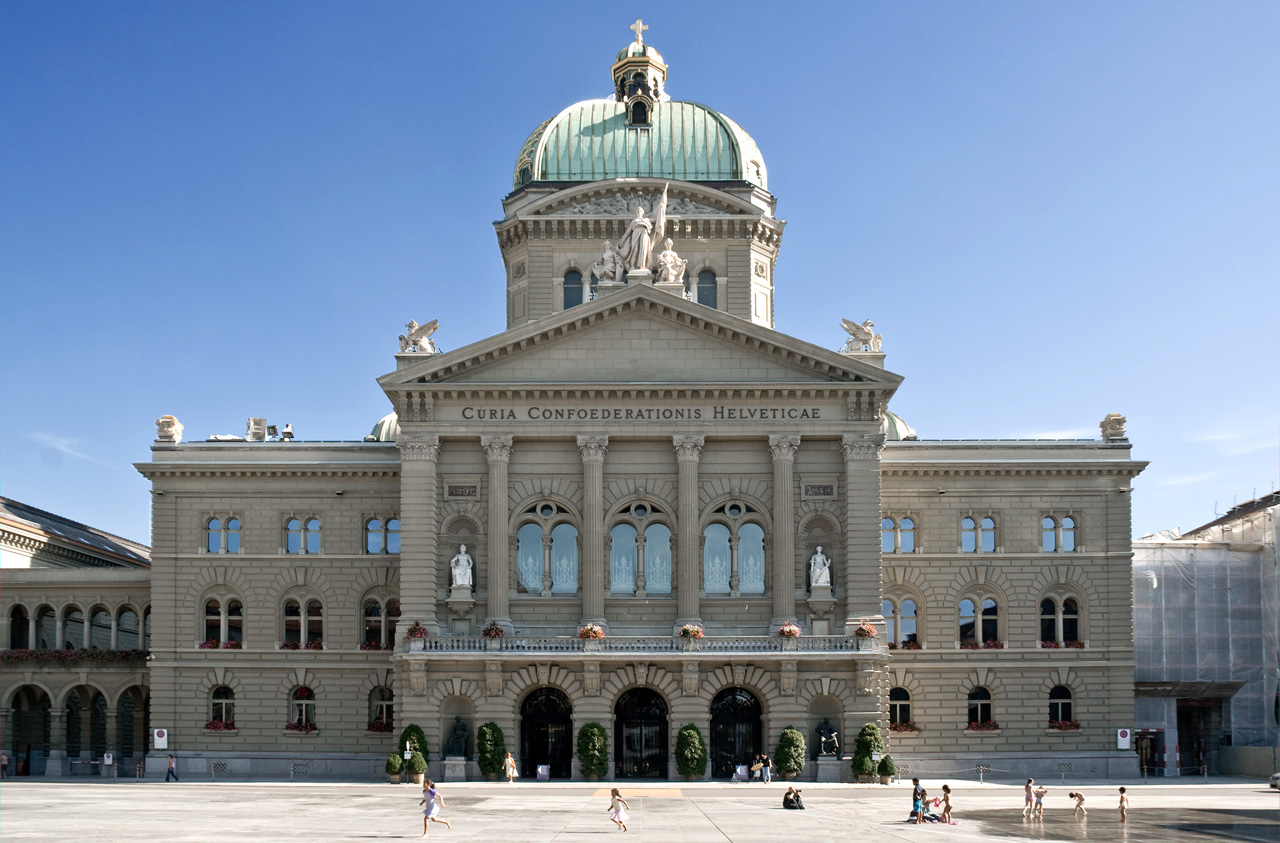
Sídlo vlády v Bernu

Spolková rada (německy: Bundesrat, francouzsky: Conseil fédéral, italsky: Consiglio federale, rétorománsky: Cussegl federal) je sedmičlenná celostátní vláda Švýcarské konfederace. Slouží také jako kolektivní hlava státu. Byla zřízena roku 1848, na základě přijetí federální ústavy. Schází se v západním křídle Federálního paláce v Bernu, kde sídlí i parlament. Zatímco celá Federální rada je zodpovědná za správu Švýcarska, každý člen rady stojí v čele jednoho ze sedmi resortů. Funkce prezidenta (je předsedou vlády i prezidentem země) se každoročně střídá mezi sedmi radními, přičemž prezidentem je vždy ten, kdo byl rok předtím viceprezidentem. Od 1. ledna 2022 vede radu Alain Berset. Od roku 1959 se rada skládá dle tzv. kouzelné formule, takže ji vždy vytvoří čtyři nejsilnější politické strany ve volbách. Poměry mezi nimi se přitom moc nemění. V současné radě má dva posty Švýcarská lidová strana, Sociálně demokratická strana Švýcarska a Svobodná demokratická strana: Liberálové. Jeden post pak drží strana Střed. Žádná jiná strana součástí rady nikdy nebyla, vezmeme-li v potaz, že stranu Střed v současnosti tvoří dva bývalí členové rady, tradiční Křesťansko demokratická lidová strana a Konzervativně demokratická strana (odštěpek lidové strany).

## Členové
| Člen rady | Člen rady                 | Člen rady | Nástup do úřadu   | Strana    | Kanton        | Funkce                                                                              |
| --------- | ------------------------- | --------- | ----------------- | --------- | ------------- | ----------------------------------------------------------------------------------- |
|           | Albert Rösti              |           | 1. ledna 2023     | SVP       | Bern          | Spolkový ministr životního prostředí, dopravy, energetiky a komunikací UVEK         |
|           | Élisabeth Baume-Schneider |           | 1. ledna 2023     | SP        | Jura          | Spolková ministryně vnitra EDI                                                      |
|           | Beat Jans                 |           | 1. ledna 2024     | SP        | Basilej-město | Spolkový ministr spravedlnosti a policie EJPD                                       |
|           | Guy Parmelin              |           | 1. ledna 2016     | SVP       | Vaud          | Viceprezident pro rok 2025 Federální ministr hospodářství, vzdělávání a výzkumu WBF |
|           | Ignazio Cassis            |           | 1. listopadu 2017 | FDP       | Ticino        | Spolkový ministr zahraničních věcí EDA                                              |
|           | Viola Amherd              |           | 1. ledna 2019     | Die Mitte | Valais        | Spolková ministryně obrany, civilní ochrany a sportu VBS                            |
|           | Karin Keller-Sutter       |           | 1. ledna 2019     | FDP       | St. Gallen    | Prezidentka pro rok 2025 Spolková ministryně financí EFD                            |